# Хаммурапі II
Хаммурапі II (*д/н — бл. 1645/1640 до н. е.) — цар держави Ямхад близько 1655—1650 років до н. е.

## Життєпис
Син або брат царя Іркабтума. Основні відомості про нього містяться в табличках з архіву Алалаха. Намагався протидіяти розпаду держави, проте без успіхів. Відбувалися постійні повстання, продовжився тиск племен хабіру.
В його правління хурити зайняли заєвфратські області й стали сунути на південь уздовж течії цієї річки. Водночас продовжився конфлікт з хетами. Помер між 1645 і 1640 роками до н. е. Йому спадкував брат або небіж Ярім-Лім III.